# Stützerbach
Stützerbach är en ortsteil i staden Ilmenau i Ilm-Kreis i förbundslandet Thüringen i Tyskland. Stützerbach var en kommun fram till 1 januari 2019 när den uppgick i Ilmenau Kommunen Stützerbach hade 1 364 invånare 2018.